# Niggerati

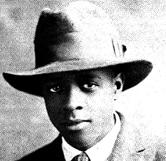
Wallace Thurman

Niggerati fu il nome usato, chiaramente con intento ironico, da Wallace Thurman per definire il gruppo di giovani artisti e intellettuali afroamericani dell'Harlem Renaissance.  "Niggerati" è un composto aplologico di nigger, (It. "negretto") e literati (It. "intellettuale" o "letterato").  L'appartamento dove Thurman viveva, e dove il gruppo spesso si riuniva, fu battezzato Tenuta Niggerati.  Al gruppo si erano uniti Zora Neale Hurston, Langston Hughes, e molte persone che lavoravano per la rivista di Thurman  FIRE!!, tra cui Richard Bruce Nugent (il co-redattore), Jonathan Davis, Gwendolyn Bennett e Aaron Douglas.
I Niggerati nacquero quando il sessismo e l'omofobia negli Stati Uniti erano molto diffusi e  la borghesia afroamericana tentava di ottenere l'eguaglianza sociale e l'integrazione razziale.  Dopo aver prodotto FIRE!!, che fallì per mancanza di fondi, Thurman, assieme ai Niggerati, creò una nuova rivista, Harlem. Questo fu il loro ultimo lavoro.